# Persistente Welt
Eine persistente Welt ist eine virtuelle Welt, die in gewissen Teilen an eine reale Welt angelehnt ist und dauerhaft, zu jeder Zeit (zumindest prinzipiell), für den Spieler zugänglich ist. Vielen Pen-&-Paper-Rollenspiel-Universen oder MMORPGs liegt eine fortbestehende (persistente) Spielwelt zugrunde. Die wohl wichtigste Eigenschaft ist, dass Ereignisse auch geschehen, wenn sich der Spieler nicht aktiv am Geschehen beteiligt.

## Eigenschaften
Im Falle eines Computerspiels kann das Spiel weder pausiert noch abgespeichert werden, einzig der aktuelle Spielercharakter bleibt erhalten. Bei MMORPGs wird dieser Effekt zwangsläufig erreicht (oft durch Client-Server-Systeme), der Spieler hat wie bereits erwähnt keinen Einfluss und kann die Welt nicht selbst anhalten. Natürlich kann es dennoch in Sonderfällen zu kurzfristigen Nichterreichbarkeiten kommen (z. B. Stromausfälle, Überlastung der Spielserver, Wartungsarbeiten), daher kann eine durchgehende Persistenz nur theoretisch gewährleistet werden.
Persistente Welten existieren auch in Offline-Videospielen (z. B. Animal Crossing). Da nach dem Verlassen der Welt keine Ereignisse mehr stattfinden, werden diese unter Zuhilfenahme der internen Uhr simuliert – für den Spieler sieht es so aus, als hätten Ereignisse stattgefunden, während er nicht im Spiel war.
In Pen-&-Paper-Rollenspiel liegt der Zeitfluss zu gewissen Graden in der Hand des Spieles, so kann eine Gruppe von Spielern einen Kampf unterbrechen und beispielsweise zwei Wochen später ohne Zeitverlust fortsetzen. Dies ändert aber nichts an der Persistenz der Spielwelt an sich, sondern betrifft nur die aktuelle Handlung – auf das Vorantreiben der Zeitlinie selbst hat der Spieler keinen (oder nur geringen) Einfluss, bei kommerziellen Rollenspielen übernimmt dies der Verlag bzw. die Autoren in Form von Kampagnen oder Romanen.
Im weiteren Sinne könnte man auch das Tamagotchi oder Nintendogs einer persistenten Welt zuordnen. Auch Pokémon beinhaltet Aspekte einer persistenten Welt.

## Entwicklung
Elemente der Persistenz lassen sich bereits in Computerspielen aus den 1980er Jahren feststellen, zum Beispiel in den Spielen Trade Wars (1984), Wasteland (1988) und Orb Wars (1989). Videospiele wie das bereits erwähnte Animal Crossing schufen mit einem an den natürlichen Zeitablauf angelehnten Tag-Nacht-Rhythmus und Non-Player-Charakteren, die auch zwischen den einzelnen Spieleinheiten ihren Aktivitäten nachgehen, ebenfalls schon in den 1980ern den Eindruck eines persistenten Zeitverlaufs.
In den 1990ern gewannen persistente Welten dann durch das Aufkommen vom Multiplayer Games (MMOGs) endgültig an Beliebtheit. Durch den scheinbar fortwährenden Zeitverlauf wird die Wahrnehmung der Spiele als Parallelwelt verstärkt, es wird eine größere Nähe zur realen Welt hergestellt. Viele MMOGs werben daher auch mit der Eigenschaft der Persistenz, die ihren Spielern ein besonders reales Spielerlebnis sichern soll.
Die Herausforderung bei der Entwicklung von persistenten Welten liegt darin, neu hinzukommende Spieler, welche die Handlung und ihren bisherigen Verlauf noch nicht kennen, in das Spiel einzubinden. Die meisten Online-Rollenspiele (MMORPGs) lösen dies, indem sie Spielern bzw. Spielergruppen nach einem Tutorial individuelle Aufgaben stellen. Die Komplexität der Spielwelt enthüllt sich dann nach und nach.

## Beispiele
- Forgotten Realms
- Aventurien
- Azeroth (World of Warcraft)
- Midgard (Midgard (Rollenspiel))
- Tamriel (The Elder Scrolls Online)
- Tyria (Guild Wars und Guild Wars 2)